# 玛𤧛脂
玛𤧛脂（英語：mastic）是一种用沥青材料加以填充料混合而成的黏合材料，呈膏状。与传统的沥青混凝土相比，沥青玛𤧛脂具有更高的黏合成分，以及更为良好的耐久性能。可用于重交通道路路面的铺设。

## 误用
由于“𤧛”字罕用且不在GB 18030-2000字符集中，该词常被误写作“玛蹄脂”或“马蹄脂”。事实上，玛𤧛脂与马蹄无关，其中“𤧛”是一个音译语素，它是见于《通用规范汉字表》的规范字。